# Gelimer
Gelimer (480-553) was de laatste koning van de Vandalen en regeerde van 530 tot 534 na Chr.
Hij was de zoon van Geilarith, kleinzoon van Gento en achterkleinzoon van de Vandalenkoning Geiserik (regeerde van 428 tot 477). Na het opzijschuiven van zijn neef, Hilderik, die pro-Romeins was, in 530 greep hij de macht. De Oost-Romeinse keizer Justinianus I reageerde op deze daad door in 533 een strafexpeditie onder leiding van Belisarius te sturen.
Het leger bestond uit 18.000 man (10.000 man voetvolk en 5000 man ruiterij) en nog hulptroepen. Het Romeinse leger was geland in Caput Vada en was langs de kustlijn gemarcheerd naar Carthago. Gelimer, die net troepen en zijn broer Tata had uitgestuurd om een opstand in Sardinië te onderdrukken, werd volledig verrast. In twee veldslagen (Slag bij Ad Decimum en Slag bij Tricameron) werd het leger van de Vandalen verslagen en onschadelijk gemaakt.
Belisarius keerde na deze overwinning terug naar Constantinopel met de Vandaalse gevangenen en er werd een triomfantelijke rondtocht gehouden. Gelimer werd verbannen naar Galatië en 2000 Vandalen werden opgenomen bij het Byzantijnse leger.